# Музей програмного забезпечення та комп'ютерів
Software and Computer Museum (Музей Програмного забезпечення та Комп'ютерів) — перший постійний музей історії обчислювальної техніки та програмного забезпечення в Україні. Відкрито відділення в Харкові та Києві.

## Історія створення
На створення першого музею комп'ютерної техніки в Україні засновників надихнув Каліфорнійський «Computer History Museum». До відкриття музею у Харкові, яке офіційно відбулося 29 серпня 2017 року, тривала майже трирічна підготовча робота співзасновників зі збору експонатів, підготовки приміщення для експозиції. У Києві Музей відкрився 21 грудня 2017 року. Співзасновники музею — Антон Трубніков, Олександр Коваленко і Сергій Цимбал — з різних джерел збирали експонати для музею. Наприклад, арифмометр «Фелікс» був придбаний на одному з сайтів оголошень. Велика маса експонатів — дарунки музею від небайдужих людей.

## Експозиція
Експозиція музею побудована за хронологічним порядком та охоплює період від 30-х років 20 сторіччя до сьогодення. Серед експонатів музею:
- наймасовіший у СРСР арифмометр «Фелікс»;
- один з найперших комп'ютерів фірми Apple — «Apple II Plus», випущений у 1977 році;
- перший комерційно успішний ноутбук — 12-кілограмовий «Osborne 1»;
- абсолютний рекордсмен серед персональних комп'ютерів з кількості проданих пристроїв — «Commodore 64» (випускався протягом 1982—1994 років);
- один з наймасовіших клонів ZX Spectrum — АЛП «Робік» (випускався в Україні з 1989 до 1998);
- перший комерційний персональний комп'ютер Pentium-2;
- повна колекція смартфонів iPhone;
- домашній робот Jibo з США, у розробці якого брали участь українські фахівці[4].

Також в Музеї є демонстраційна зона в якій можливо подивитися на роботу деяких артефактів.
Музей відчинений для відвідувачів з вівторка по неділю, понеділок — вихідний. Вхід вільний, але для організації екскурсій необхідний попередній запис (можливий на сайті музею).